# Jaroslav Mostecký
Jaroslav Mostecký (Zábřeh, 29 de septiembre de 1963 - 13 de diciembre de 2020) fue un autor checo de ciencia ficción y fantasía.

## Biografía
Vivió en Šumperk, donde también se graduó en la Escuela Secundaria de Ingeniería Mecánica en 1983. Luego trabajó como ajustador. Participó activamente en el liderazgo de la Liga de Lacross de Moravia. Fue una figura importante del fandom en Šumperk (actuó en conos, en los últimos años moderó la presentación de los premios Karel Čapek, etc) publicado regularmente en la revista Pevnost. Como uno de los pocos autores de género checos, se unió a la Asociación de Escritores. Estaba casado y trabajaba en la administración estatal. En diciembre de 2020, falleció a los cincuenta y siete años por causa del COVID-19.

## Trabajo literario
Desde principios de la década de 1990, ha publicado cuentos y ha ganado gradualmente varios premios de género: Premio Karel Čapek en la categoría de cuento Kaple má okna klenutá (1993) y en la categoría de cuento Plachty z rudé perleti (1996) y Jsem jen loš, odpustkáři (1997); victoria en el concurso Por la mejor fantasía con los cuentos Goodbye, the Lake (1993) y Eyes for the Dragon Doll (1996); los premios de la Academia de Ciencia Ficción, Fantasía y Terror a los mejores cuentos de mayo, así como el año pasado (1995), Hachas en la viola (1996) y El ángel del juicio final (2003). Más tarde se volvió a centrar en novelas que tienen mucho éxito en la lectura; Además, The Curse of the Ghost Stallions ganó el premio ASFFH a la mejor novela nacional.
Su obra se caracteriza por la acción, un ambiente cruel y una trama áspera y cautivadora. Son típicos los cambios bruscos en el destino de los héroes y su mal final (muchos de ellos perecen, generalmente dolorosamente, o la historia se cierra cuando inevitablemente los espera). En las historias anteriores, el estereotipo observable también era "comprensivo, pero en una inspección más cercana no es realmente positivo, la rudeza en un ambiente vagamente post catastrófico se mete en problemas y los supera solo a costa de sacrificar uno de los pocos principios morales o compañeros aleatorios que le quedan".
Los libros de Mostecký también se caracterizan por sus fundamentos filosóficos o cosmovisión. Algunos lectores han criticado sus obras como sesgadas en contra de las mujeres (con pocas excepciones, no incluyen una heroína femenina positiva; la mayoría de las mujeres también mueren una muerte cruel, a menudo después de un largo período de privaciones), sobre todo en la trilogía de la Edad del lobo. El autor rechazó tajantemente tal característica. El segundo rasgo típico, especialmente de los libros posteriores, es una fuerte actitud anticlerical, en la colección Archivero que bordea el odio descubierto hacia las iglesias y el cristianismo en general.

## Obras publicadas
- The Wolf Age: una trilogía del período de los últimos ataques de los vikingos
  1. Go and Bring the King's Head (1995) - Primera edición bajo el pseudónimo de Jeremy Shackleton
  2. Lars Juicy Skull (1996)
  3. La maldición de los sementales fantasma (2000)
- The Whistler (Bat 1997; segunda edición como The Whistler on the Gate to the West, Wolf Publishing 2006, Edition Fortress, ISBN 80-239-7364-9 ) - novela de ciencia ficción sobre colonos en el planeta de la jungla; revisión
- The Line of Horrors (1998): una colección de cuentos de fantasía y terror, parcialmente publicados anteriormente, con una historia marco
- Conan - The Assassin of Kings (primera edición como Conan and the Assassin of Kings, Jules Verne Club 1999, ISBN 80-85892-37-5 ; Wolf Publishing, octubre de 2007, ISBN 978-80-254-0570-3 )
- Devil's Daughters (2001): un trío de cuentos de fantasía con una historia general
- Mark Stone 66 - Charcos de sangre azul (2003)
- Mark Stone 73 - Rey del último mar (2004)
- Screaming Cliffs (2004) - Una novela sobre vikingos
- Archivist (2004): una colección de cuentos de ciencia ficción publicados anteriormente con una historia general

Se han publicado varios cuentos como volúmenes separados del fanzine de Šakuk Vakukok, pero la mayoría de ellos también están disponibles en otros lugares.
En 2007 ganó el Premio de la Academia de Ciencia Ficción, Fantasía y Terror con su cuento Puppies of Wolves.